# Робот-жокей

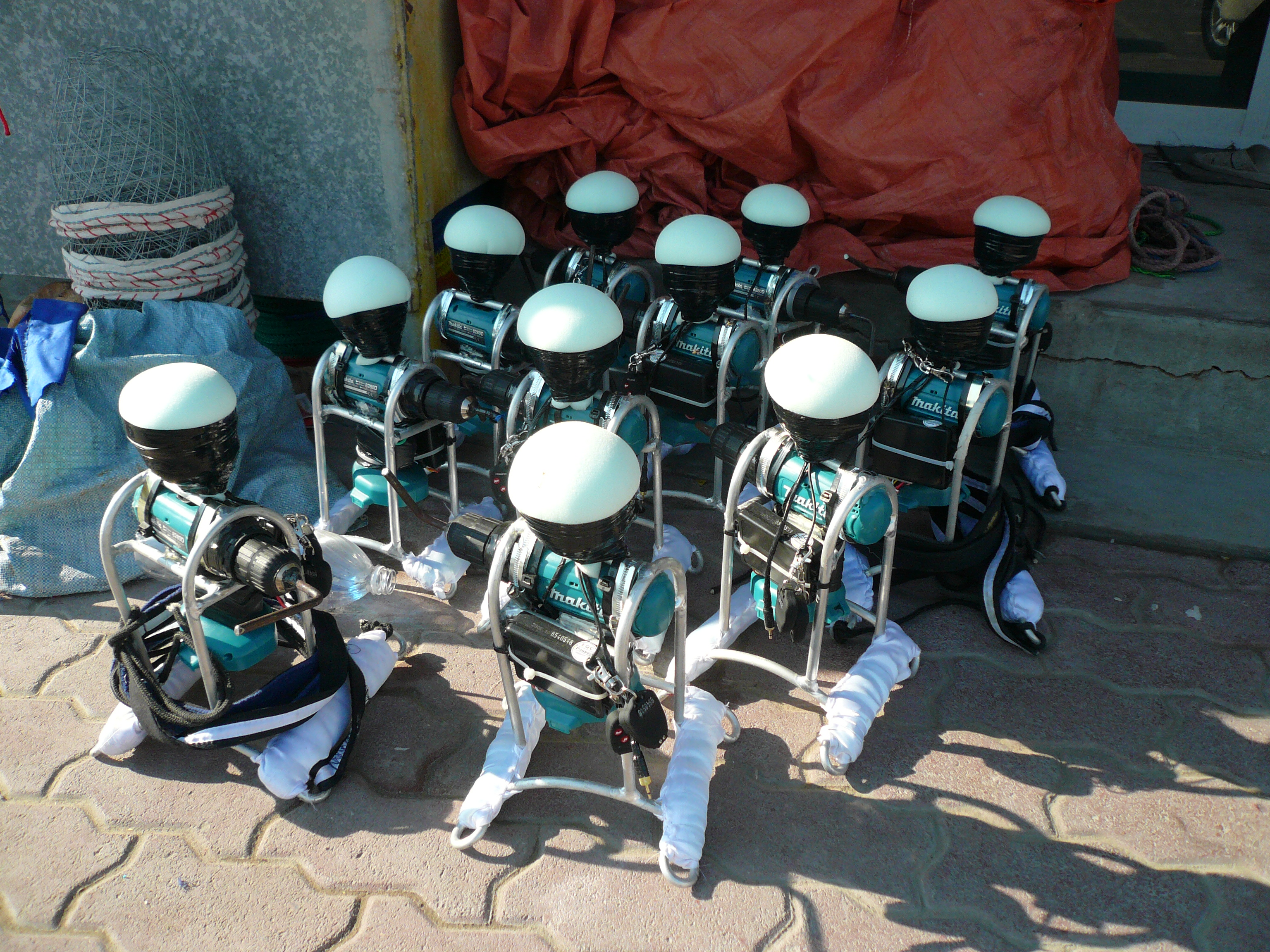

Роботы-жокеи — небольшие роботы, которых начали применять в арабских странах с 2005 года вместо наездников-людей при проведении гонок на верблюдах. До разработки и внедрения роботов-жокеев в таких странах, как Саудовская Аравия, Бахрейн, ОАЭ и Катар, в качестве наездников использовались маленькие дети, причём зачастую делалось это с нарушением их прав и было сопряжено с высоким травматизмом. Под давлением правозащитных организаций власти Катара и ОАЭ запретили привлекать людей к участию в качестве наездников в верблюжьих гонках, и их место заняли роботы.

## Предыстория
В арабских странах гонки на верблюдах, называемые также «спортом шейхов», пользуются большой популярностью. При их проведении предпочтение всегда отдавалось низкорослым наездникам с малым весом, и так как этим требованиям в наибольшей степени соответствовали маленькие дети, именно их использовали в этих состязаниях. Нередки были случаи, когда малолетних похищали из их семей специально для участия в гонках на верблюдах, невзирая на то, что это было опасно даже для взрослых.
Объединённые Арабские Эмираты стали первой страной, где официально было запрещено допускать до гонок детей младше 15 лет. Нарушение данного запрета, объявленного шейхом ОАЭ Хамданом бен Заедом аль Нахайяном, каралось тюремным заключением и исключением из гонок.
Примеру ОАЭ последовал шейх Катара Хамад бен Халифа Аль-Тани, который запретил использовать детей в качестве жокеев в 2005 году и постановил, чтобы вместо людей в гонках на верблюдах участвовали роботы.

## Разработка и применение
К разработке роботов в Катаре приступили в начале 2001 года, и уже в 2003 году удалось создать первую удачную модель. В конце 2003 года работа над созданием робота была доверена швейцарской фирме K-Team. Первая проблема, с которой столкнулась команда разработчиков во главе с Александром Колотом, заключалась в том, что верблюды привыкли к людям-наездникам, и первые модели роботов, которые не были похожи на человека, пугали животных и сбивали их с толку. Поэтому пришлось изменить дизайн роботов, придав им внешнее сходство с людьми. У новых моделей были манекеноподобные «лица», тёмные очки, головные уборы и даже одежда. Помимо прочего применялся парфюм, которым обычно пользовались наездники. Следующая проблема, которую предстояло решить, представляла собой условия, в которых будут использоваться роботы и управляющие ими компьютеры: высокие температуры, песок, тряска при езде. Эти сложности удалось преодолеть довольно быстро, и уже в 2005 году в Катаре были проведены первые успешные гонки на верблюдах, в которых в качестве наездников участвовали только роботы.
Главными недостатками швейцарской модели были большая масса (16—18 кг) и высокая стоимость. В конечном итоге их заменили другие модели — более легкие (2—3 кг) и не столь дорогие.